# Luiz Caldas (remador)
Luís Otávio Ayque Caldas (Rio de Janeiro, ca. 1846 — Rio de Janeiro, 25 de junho de 1894) foi um militar e remador brasileiro. 
Iniciou sua carreira no remo defendendo o Clube de Regatas Guanabarense mas, em 1891, após se revoltar contra o clube dizendo que "aquilo lá virou um antro de jogatina", resolveu criar com outros desencantados o Grupo de Regatas Botafogo, na praia de mesmo nome.
Em 1893 Luís Caldas foi preso durante a Revolta da Armada.
Luís Caldas veio a falecer poucos dias antes da fundação oficial do Grupo de Regatas Botafogo, que acabou batizado oficialmente de Club de Regatas Botafogo, e que atualmente é o Botafogo de Futebol e Regatas.